# Eva Frantinová
Eva Frantinová (* 4. září 1956 Praha) je česká básnířka a spisovatelka.
Pochází z Vinohrad. V letech 1970–1977 studovala na státní konzervatoři hru na housle, ale záhy se začala věnovat poezii. Časopisecky publikuje od roku 1975 (Tvorba, Literární měsíčník, Obrys-Kmen, Host, Salon Práva, Divoké víno na internetu), účastnila se večerů poezie Zelené peří. Roku 1979 debutovala v nakladatelství Mladá fronta sbírkou Noci bez krajnic. Od roku 1990 píše také básnickou prózu.
V roce 1979 získala první cenu v soutěži Mladé literární Louny, v roce 2000 za básnickou sbírku Vzkaz bosé stopy cenu K. H. Máchy udělenou Masarykovou akademií umění, v roce 2011 cenu Unie českých spisovatelů za sbírky básní Kapesní déšť a Z hvězdy pod okap. V roce 2003 obdržela pamětní medaili Spolku slovenských spisovatelů za významný přínos k rozvoji česko-slovenských literárních vztahů.

## Dílo

### Sbírky básní
- Noci bez krajnic (Mladá fronta, 1979)
- Brýle pro jestřáby (Poezie mimo domov, Mnichov 1992)
- Vzkaz bosé stopy (Alfa-Omega, 1999)
- Beseda pro jeden hlas (Alfa-Omega, 2000)
- Azbestové mosty (výbor; Prospektrum, 2005)
- Mobily derou peří (Protis, 2008)
- Kapesní déšť (Printia, 2011)
- Z hvězdy pod okap (Periskop, 2011)
- Sešívaný cherubín (Periskop, 2013)
- Časovaná růže (Periskop, 2015)
- Nerozstříhaný život (Periskop, 2018)
- Srdcové pleso (Weber, 2020)
- Zapřená jízda (Weber, 2021)
- Předzpěv (Weber, 2022)
- Dvouplášťové básně (Periskop, 2024)
- Zavírací hodina (Kmen, 2024)

### Próza
- Prstem po mapě těla (Host, 1999, druhé vydání 2003)
- Kosti jsou vrženy (Futura, 2000)
- Hudba psaná pro měděný drátek (Cherm, 2001)
- Vteřinové romány (Orego, 2002)
- Praha dvouvěžatá (Host, 2003)
- Srolované sny (CZ Books, 2004)
- Pod pokličkou… (Futura 2008)
- Nehybný ráj (Gimli, 2008)
- Hladce a obrace (Weber 2019)

### Účast ve sbornících
- Granátové jablko (Mladá fronta, 1986)
- Peřeje: almanach mladých (Středočeské nakladatelství a knihkupectví, 1980)
- Kletba (Bělehrad, 1999)
- Terče mezi terči (Orego, 1999)
- Na druhém břehu (Orego, 2002)
- Královny slz a ostružin (Van Aspen, 2010)